# Telmo
Telmo är en ö i Finland. Den ligger i sjön Orivesi och i kommunen Libelits i landskapet Norra Karelen, i den sydöstra delen av landet, 300 km nordost om huvudstaden Helsingfors. Öns area är 3,96 kvadratkilometer och dess största längd är 3,7 kilometer i sydöst-nordvästlig riktning.